# Nguyễn Xuân Chính
Nguyễn Xuân Chính (chữ Hán: 阮春正,1587 - 1693) là trạng nguyên và chính trị người Việt Nam, thời vua Lê Thần Tông. Ông là người làng Phù Chẩn, huyện Đông Ngàn, phủ Từ Sơn, Kinh Bắc (nay là phường Phù Chẩn, thành phố Từ Sơn, tỉnh Bắc Ninh). Có tài liệu ghi ông là Nguyễn Xuân Sinh. Ông đỗ trạng nguyên khoa Đinh Sửu, niên hiệu Dương Hòa thứ 3 (1637), đời vua Lê Thần Tông khi đó ông đã 50 tuổi. Sau khi đỗ đạt, ông đượcllLàm quan đến chức Tả thị lang Lại bộ, Nhập thị Kinh diên, tước Đạo Ngạn bá. Sau khi mất, ông được tặng chức Thượng thư, tước hầu. 